# Mycteroperca tigris
Mycteroperca tigris är en fiskart som först beskrevs av Valenciennes, 1833.  Mycteroperca tigris ingår i släktet Mycteroperca och familjen havsabborrfiskar. IUCN kategoriserar arten globalt som livskraftig. Inga underarter finns listade i Catalogue of Life.